# Eenhoornige snoerhalskever
De eenhoornige snoerhalskever (Notoxus monoceros) is een keversoort uit de familie van de snoerhalskevers (Anthicidae). De wetenschappelijke naam van de soort is gepubliceerd in 1760 door Linnaeus.